# Hip-hop na Tajwanie
Hip-hop na Tajwanie – lokalna, tajwańska wersja muzyki hip-hopowej, wykonywana zazwyczaj w języku tajwańskim, w odróżnieniu od hip-hopu z Chińskiej Republiki Ludowej.
Hip-hop, rozumiany jako subkultura, w języku mandaryńskim nazywany jest xīha (嘻哈), natomiast rap, jako gatunek muzyczny to shuōchàng (说唱). Określenie to pierwszy raz pojawiło się w kulturze chińskiej jako nazwa tradycyjnej formy narracyjnego śpiewania i ze względu na częściowe podobieństwa formy, opierającej się na rytmicznym recytowaniu oraz śpiewaniu często umoralniających historii, zostało zaadaptowane i wtórnie wykorzystane w nowym kontekście.

## Początki
„Tajwański” hip-hop pojawił na rynku muzycznym we wczesnych latach 90. jako alternatywa dla śpiewanych po mandaryńsku i kantońsku komercyjnych piosenek mando- i cantopowych. W późnych latach 90. zaczął wpisywać się w nurt mainstreamowy trafiając do szerszej publiczności i zyskując międzynarodowe rozpoznanie.
Pierwsza rapowana piosenka w języku chińskim skomponowana została przez tajwańskiego artystę Harlema Yu, równolegle do rozkwitu nowojorskiego hip-hopu we wczesnych latach 80. Był on pierwszym twórcą w Azji kojarzonym z rapem, jednak znany jest przede wszystkim ze swojej twórczości popowej. Dopiero rapujące głównie w języku minnańskim trio L.A Boyz, obecne na tajwańskiej scenie muzycznej jako przedstawiciele subkultury hip-hopowej, trafiło do szerszej publiczności i zapoczątkowało rozwój tego nurtu nie tylko na Tajwanie, ale również na całym chińskojęzycznym obszarze Azji. Sukcesem grupy wskazującym na dobre przyjęcie hip-hopu na wyspie jest uplasowanie się ich singla „Jump 跳” na drugim miejscu tajwańskich list przebojów w 1992 roku.

## Tematyka
Pomimo inspiracji przede wszystkim twórcami amerykańskimi, hip-hop w Azji odbiega swoim pochodzeniem i obszarem tematycznym od rapu ze Stanów Zjednoczonych, wyrastającego z nierówności społecznych wynikających ze zmarginalizowania Afroamerykanów w społeczeństwie. Ze względu na brak wspólnych doświadczeń, azjatycka scena hip-hopowa nie mogła zaadaptować tematów omawianych w anglojęzycznych wersach gangsterskiego rapu, takich jak dyskryminacja Afroamerykanów, tworzenie się gett na podstawie koloru skóry czy powszechność prostytucji i przemocy z wykorzystaniem broni palnej. Brak wspólnej płaszczyzny sprzyjał konieczności wprowadzenia do kompozycji elementów rodzimych, co w zależności od obszaru Azji odbywało się na różnych płaszczyznach. To co charakterystyczne dla Azji i widoczne w tekstach tajwańskich grup hip-hopowych to przywiązanie do tradycji konfucjańskich lub tradycji i obrzędów regionalnych zaadaptowanych do realiów współczesnego świata. Wzorując się na japońskich twórcach, zespoły wpisujące się zarówno w nurt mainstreamowy, jak i undergroundowy (np. L.A Boyz) zaznaczają, że nie promują między innymi postawy wyrażonej w haśle „Fuck the Police” oraz zaznaczają, że to edukacja oraz dyscyplina pełnią najistotniejsze funkcje w ich życiu.
Hip-hop tajwański czerpie z muzyki ludowej, która pomimo swojej obecnie osłabionej pozycji w dalszym ciągu cieszy się sporą popularnością. Ponadto wykorzystanie elementów muzyki folk wpisuje się w założenie „opowiadania własnych historii i śpiewania własnych piosenek” propagowane przez wielu tajwańskich twórców. Przykładowymi twórcami wpisującymi się w ten trend jest zespół Kou Chou Ching (拷秋勤) wykorzystujący w swojej twórczości elementy beiguan (北管), nanguan (南管), Hakka baiyin (客家八音), „pieśni gór” (山歌), pieśni ludowych, tajwańskiej opery oraz muzyki z lat '40. i '70. Artyści z zespołu postrzegają swoją twórczość jako kontynuację tradycji lian kua (唸歌), będącej rodzajem charakterystycznego dla Tajwanu umoralniającego przedstawienia scenicznego, składającego się z opowiadania i śpiewania częściowo improwizowanych historii. Ponadto forma utworu, wskazująca na potrzebę poszukiwania i definiowania własnej tożsamości, również w kontekście całego narodu, tworzy okazję do komentowania społeczeństwa oraz uzewnętrznienia swoich krytycznych opinii dotyczących różnych aspektów dotyczących zarówno życia społecznego, jak i sytuacji politycznej. Można to zauważyć w twórczości między innymi Chang Jui-chuana. Autor tekstów i wykonawca hip-hopowy Fan-Chiang podsumował swoją twórczość mówiąc, że muzyka tajwańska wyróżnia się na scenie hip-hopowej, bo jest inspirowana elementami tradycyjnej tajwańskiej muzyki. Artyści tajwańscy wykorzystują fragmenty tradycyjnych kompozycji i miksują je z hip-hopem. W udzielonym w 2009 wywiadzie zaznaczył również, że tajwańska scena hip-hopowa dalej przechodzi proces wykształcania swojego charakteru oraz musi dalej się rozwijać. Jest to powód, dla którego inspiruje się twórcami „złotego okresu” hip-hopu amerykańskiego takimi jak: Wu-Tang Clan, Run-D.M.C. czy Public Enemy oraz japońskimi (np. DJ Krush). Konieczność rozwijania sceny hip-hopowej na Tajwanie wynika również z silnego poczucia misji społecznej, wyrażanej przez liczne grono twórców zaniepokojonych jednocześnie brakiem oczekiwanego odzewu od publiczności. Artysta fishLIN uważa, że muzyka tworzona przez jego zespół będąca połączeniem muzyki tradycyjnej z elektronicznym brzmieniem ma na celu uwrażliwienie współczesnych odbiorców na kwestie swojego pochodzenia i tożsamości, ale często idea zespołu ginie np. w trakcie występów grupy w klubach w Tajpej przez to, że gości lokali interesuje przede wszystkim ich wygląd i stopień atrakcyjności.
Dialekty wykorzystywane w hip-hopie chińskojęzycznym, poza swoimi funkcjami ideologicznymi, obecne są również ze względu na swoją melodyjność. W środowisku raperów często pojawia się opinia, że język mandaryński jest zbyt szorstki i za mało melodyjny, przez co pasuje gorzej do tej formy ekspresji od dialektów.
Pierwsze zespoły, takie jak TTM oraz The Party wpisywały się zarówno w nurt mainstreamowy, jak i undergroundowy, przedstawiając swoją twórczością poszukiwania własnej tożsamości zarówno artystycznej, jak i narodowej. Na dzisiejszą scenę hip-hopową na Tajwanie największy wpływ mają twórcy łączący w swojej twórczości oba nurty, tacy jak: MC Hotdog, Da Xi Men czy Da Zhi, którzy zyskali duże uznanie również w Chinach kontynentalnych dzięki wykorzystaniu w swojej twórczości języka mandaryńskiego. Ponadto twórcy tacy jak MC Hotdog, Dog G czy LA Dirty 4 promowani przez telewizyjny kanał MTV Chinese wykorzystują swoje teksty do zwracania uwagi odbiorców na kwestie społeczne oraz konieczność dostosowania się do zmiennych realiów współczesnego świata. Niesłabnąca wśród twórców fascynacja elementami regionalnymi, warunkami ekonomicznymi oraz historią sprawia, że scena hip-hopowa zarówno w Hongkongu, jak i na Tajwanie rozwija się równolegle do międzynarodowej sfery wpływów gatunku, ale z zachowaniem unikalności tematyki oraz form charakterystycznych dla poszczególnych regionów.